# Gripendahl
Gripendahl var en svensk adelsätt med ursprunget i Östergötland. Den härstammade från Nils Figrelius, överinspektor vid salpetersjuderiet och bosatt i Stockholm, vilken 1682 adlades Gripendahl. Ätten dog sannolikt ut med sonen, karolinerofficeren Claes Gripendahl i mitten på 1720-talet. 

## Historik
Nils Figrelius var prästson från Östergötland, studerade i Uppsala och Greifswald och arbetade som kanslist och registrator i reduktionskollegiet innan han 1 juli 1674 utsågs till överinspektor vid salpetersjuderiet. Han adlades den 15 december 1682 med namnet Gripendahl för sina yrkesmässiga insatser som överinspektor men ”serdeles som han derjämte gjort till Kronan ansenliga försträckningar”, enligt Wilhelm Marks von Würtenbergs konceptgenealogier i Riddarhuset. Ätten introducerades på riddarhuset den 4 januari 1683. 
Från 1675 var Nils Figrelius gift med Emerentia Hartig, dotter till bryggaren i Stockholm Claes Hartig och Engel Lindeman. Makarna hade sex barn, varav fyra söner, födda 1676–1684 i Riddarholmsförsamlingen i Stockholm. Sönerna var:
- Nils, född 1676. I övrigt okänd.
- Claes Gripendahl, född 1677. Han blev som löjtnant 1713 tillfångatagen vid Tönningen, tog sig ur fångenskapen och kom hem 1717, gav sig på nytt ut i kriget och blev 1718 lamskjuten i vänstra armen vid Fredrikshall. Året därpå erhöll han kaptens avsked. Han bodde i början av 1720-talet hos skepparen David Hansson i Västerås. När han flyttade därifrån lämnade han bostaden med fyra trasiga fönsterrutor och en skuld till hyresvärden som han den 2 december 1724 lovade reglera genom att leverera en tunna råg. Som pant lämnade han en förseglad kappsäck med blandat innehåll: diverse kläder, peruker, ammunition, fiskredskap, bestick, elddon och böcker. Eftersom tunnan med råg aldrig betalades och kunskap fanns att Gripendahl hade avlidit (var och när framgår inte), fick skepparen magistratens tillåtelse att öppna kappsäcken, vilket skedde den 23 februari 1726. Sakernas värde noterades noggrant i ett dokument, som förvaras bland Västerås stads bouppteckningar.[2] Ogift.[3]
- Salomon Gripendahl, född 1682. Han var furir vid Aspelands kompani och Kalmar läns infanteriregemente och avancerade 12 juni 1707 till förare vid Uppvidinge kompani.[4] Vidare öden obekanta.
- Johan Gripendahl, döpt 25 januari 1684. Kan vara det ”inspektor herr Gripendahls barn” som jordfästes den 28 februari 1684 på Maria kyrkogård (enligt Riddarholmsförsamlingens dödbok).

### Ättens ursprung
Ättens äldste kände stamfader är Nils Gripendahls farfar Nicolaus Hemmingi (död 1634), från 1596 kyrkoherde i Landeryd i Östergötland och senare också prost. Hans son Benedictus Nicolai Figrelius (1600–1681) var domprost i Linköping och gift med Anna Lindh, kyrkoherdedotter från Åby i Östergötland. Makarna var föräldrar till Nils Gripendahl.
Nils Gripendahl var nära släkt med flera andra adelsätter. En annan son till farfadern Nicolaus Hemmingi var Daniel Figrelius (1605–1651), justitiepresident i Norrköping och 1645 adlad Leijonstierna. Farfadern hade också dottern Margareta Figrelia, gift med Nicolaus Emundi (1585–1653), kyrkoherde i Rappestad i Östergötland, vars son Emund (1622–1675), slutligen riksråd, upptog moderns namn Figrelius och adlades 1660 med namnet Gripenhielm.
En syster till Emund Gripenhielm var Sara Figrelia (1638–1720), gift med Magnus Nicolai Celsius och stammoder för släkten Celsius inklusive den adliga släktgrenen von Celse.